# Bransoleta krzywicza
Bransoleta krzywicza – jeden z objawów krzywicy. W przebiegu tej choroby dochodzi do zgrubienia przynasad kości i połączeń kostno-chrzęstnych, co ujawnia się szczególnie w przypadku nasad dalszych kości łokciowej i promieniowej charakterystycznym, "bransoletowatym" ich pogrubieniem (widocznym nieco powyżej nadgarstka).